# Конвой Patria
Конвой Patria — немецко-румынский военно-морской конвой на Чёрном море периода Второй Мировой войны. Уничтожение конвоя в мае 1944 года западными источниками считается крупнейшей потерей во время эвакуации румынских, немецких и словацких войск, а также хиви и советских военнопленных из Севастополя.

## Операция 60000
В ходе наступательной Крымской операции советские войска 15 апреля 1944 года вышли к Севастополю. Штурм города начался 5 мая и продолжался до 9 мая. Ещё через три дня капитулировали остатки войск противника, находящиеся на мысе Херсонес.
Для эвакуации обороняющихся немецко-румынское командование использовало морские конвои и транспортную авиацию. Всего в апреле-мае 1944 года из Крыма было вывезено около 130 000 человек морем и ещё 21 457 — воздухом (в общее количества входили 11 358 гражданских лиц и хиви, а также 4260 военнопленных).

## Состав конвоя «Патрия»
В состав конвоя входили транспорты «Тотила» и «Тея», сопровождение конвоя обеспечивали румынские эсминцы «Фердинанд» и «Марасешти», а также немецкие тральщики R164 и R209.
Транспорты конвоя были однотипными. Ещё в 1940 году Советским Союзом был размещён на венгерской верфи Ganz & Co. в Будапеште заказ на постройку морских грузовых теплоходов «Симферополь» и «Севастополь». В 1942 году теплоходы были достроены, реквизированы, и вошли в состав венгерского торгового флота под именами «Magyar Tengerész» и «Magyar Vitéz». Согласно некоторым источникам, в 1943 году они были куплены Германией. Однако другие источники указывают, что после мартовского переворота 1944 года и оккупации Венгрии Германией теплоходы были реквизированы Рейхскомиссариатом флота (Reichskommissar für die Seeschiffahrt), и получили имена остготских королей: «Magyar Tengerész» стал «Teja», а «Magyar Vitéz» — «Totila».
Оба транспорта имели идентичные характеристики: при длине 94 м, ширине 13,80 м, осадке 6,90 м и водоизмещении 3900 б.р.т. 4 дизеля Ganz-Jendrassik VIII. JhR. 216 общей мощностью 1600 л. с. позволяли теплоходам идти 10 узловым ходом. Экипаж корабля состоял из 42 человек.
«Тотила» незадолго до описываемых событий получила боевое крещение: 27 марта 1944 года в 9.10 подлодка Щ-215 безуспешно выпустила по транспорту и сопровождающему его охотнику UJ-117 четыре торпеды.

## Гибель конвоя
Конвой вышел в 00.15 9 мая 1944 года из Констанцы. Днём его обнаружил советский авиаразведчик, но конвой благополучно добрался до мыса Херсонес, с рассветом 10 мая встал в 2-х милях от берега и начал погрузку эвакуируемых с помощью плавсредств 770-го полка Вермахта.
В начале 7-го часа утра, когда погрузка была в самом разгаре, над транспортами появилась девятка Ил-2 из 47-го ШАП. Первый налёт оказался безуспешным, но последовавшая почти сразу же атака восьмёрки Ил-2 из 8-го ГШАП привела к тому, что «Тотила» получила попадание трёх ФАБ-100, на корабле начался пожар и он начал тонуть.
В 8.20 конвой атаковали ещё 13 штурмовиков Ил-2 в сопровождении истребителей. Спустя несколько минут в атаку вышла ударная группа 13-го гвардейского ДБАП из шести топмачтовиков А-20 «Бостон», поддержанных четырьмя штурмовиками A-20G-30. «Тотила» окончательно скрылась под водой в точке 44°18′ с. ш. 32°54′ в. д..
«Тейя» после первых атак спешно прервал погрузку и взял курс на юго-запад. К остаткам конвоя присоединились также паромы Зибеля и штурмботы 770-го полка. После уничтожения «Тотилы» основной удар был перенесён на «Тейю»: его безуспешно атаковала пятёрка Пе-2 40-го БАП, а в 9.25 также без результата — три Ил-4 из состава 5-го ГМТАП, вооружённые высотными торпедами.
В 09:55 попадания в «Тейю» добились шесть штурмовиков 8-го ГШАП. Последовавшие в течение часа (с 11:03 до 12:05) налеты трёх пятёрок Пе-2 из состава 29-го и 40-го авиаполков оказались безрезультатными. Тем не менее, ход «Тейи» снизился до 5 узлов.
В 13:15 шесть «Бостонов» 13-го ГДБАП атаковали теплоход топмачтовым методом, и добились попадания ещё двух ФАБ-100 в область ватерлинии. «Тейя» начал медленно погружаться. Пока он тонул, теплоход бомбили ещё пять Пе-2 и такое же число Ил-4. Около 15:30 теплоход затонул.

## Оценка потерь
Некоторые немецкоязычные и англоязычные источники указывают, что в результате гибели конвоя «Патрия» погибло от 8 до 10 тысяч человек (примерно поровну на каждом транспорте). Согласно другим оценкам, потери составляют от 200 до 3900 человек. При этом принимаются в учёт следующие факторы:
- По данным эвакуируемых, оба судна приняли не более 3000 человек, что составило примерно треть их расчётных возможностей и вызвало большое возмущение со стороны командования 17-й армии;
- «Тотила» перед гибелью долгое время продолжала держаться на плаву, что позволило спасти большое количество находившихся на его борту теми же средствами, которые осуществляли погрузку;
- «Тею» в момент гибели сопровождали БДБ и тральщик, которым удалось спасти около 400 человек.

Со стороны советских ВВС потерь не было, в первом налёте повреждения от зенитного огня получили четыре Ил-2.

## Дополнительно
Весной 2013 года место гибели теплохода «Тотила» было обнаружено российским научно-исследовательским судном «Николаев».